# Monte Zoncolan
El Monte Zoncolan (Çoncolan en friulano) es una montaña de 1750 metros en los Alpes Cárnicos, localizado en la región de Friuli-Venecia Julia, Italia.
Se puede acceder por la cara de Ovaro o por la de Sutrio. En él hay una estación de esquí, una de las más importantes de Friuli-Venecia Julia, con casi 30 kilómetros de pistas.

## Ciclismo
Es un puerto de montaña muy atractivo para los amantes de la ciclismo en ruta. Ha sido el puerto de finalización de siete etapas del Giro de Italia, en las ediciones de 2003, 2007, 2010, 2011, 2014, 2018 y 2021.

### Vertientes

Perfil de la subida por Ovaro.

Perfil de la subida por Sutrio.

El lado oeste (de Ovaro) es considerado por muchos como el más difícil de subir en Europa. Después del pueblo de Ovaro, el camino asciende 1.210 metros de altitud en sólo 10,5 km, una pendiente media de 11,5 %, con una inclinación máxima del 20%. Los primeros 3 kilómetros presentan pendientes no demasiado difíciles, con repechos cortos de hasta un 13% de inclinación e incluso con el segundo km al 1%. Pero después del km tercero, en el pueblo de Liariis , el infierno comienza. De hecho, los próximos seis kilómetros presentan una pendiente media del 15% con repechos de más del 20%, hasta el km noveno, que ofrece un respiro con pendientes de alrededor del 7%. A continuación, el desnivel continúa atravesando los tres cortos túneles (por fin iluminados en el Giro 2007). A lo largo de esta parte la ascensión no es muy exigente: 5,4%. Los últimos 500 metros vuelven a subir con fuerza, con pendientes en torno al 12%. El paso fronterizo se encuentra a 1.735 metros sobre el nivel del mar. En resumen, el puerto cuenta con una pendiente media del 11,5% y pendiente máxima del 22% (se trata de un centenar de metros después de unos tres kilómetros de ascensión).

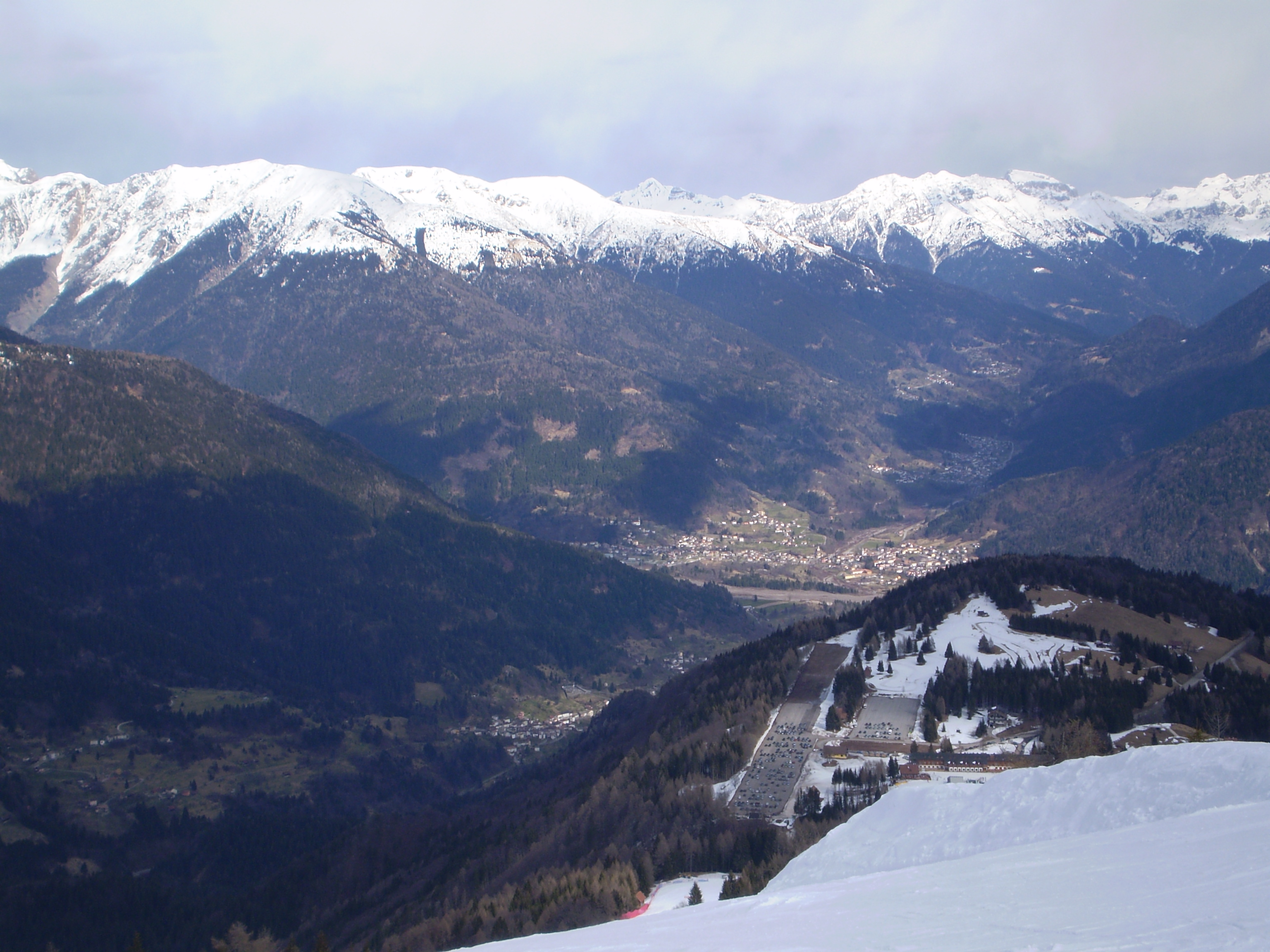
Vista por el costado de Sutrio

El lado este (del Sutrio), aunque más largo (13,5 km), es mucho menos duro (aunque sigue siendo muy difícil). La primera parte consta de 8 km de pendientes discontinuas, alternando repechos duros (máximo del 13%), con zonas de recuperación. Tras el km octavo, existe un tramo llano de alrededor de 1,5 km, tras el que comienza la fase más dura de la ascensión, los últimos 3500 metros, donde la pendiente media es del 13% con tramos muy superiores al 20% hasta que se llega al tramo llano de los últimos 700 metros. El promedio de 10,5 kilómetros antes de que sea "sólo" el 7%. la pendiente media de esta cara Este es del 9%, con un gradiente máximo del 27% (durante 80 metros a 1,5 kilómetros de la cima).

### Giro de Italia
El Giro de Italia llegó al Zoncolan por primera vez en la edición de 2003, cuando se ascendió por el lado de Sutrio, con victoria de Gilberto Simoni. Tras la ascensión en el Giro de Italia 2007, en la que repitió victoria el mismo ciclista, el Zoncolan fue apodado la montaña Simoni. En el Giro de Italia 2010 ganó Ivan Basso en solitario y fue el ganador final de la carrera. En 2011 el ganador fue Igor Antón, también en solitario, superando a Alberto Contador. Michael Rogers y Chris Froome ganaron el ascenso en las ediciones de 2014 y 2018, respectivamente. En 2021 se vuelve a ascender con victoria para Lorenzo Fortunato, dándole la primera victoria en una gran vuelta al equipo EOLO-KOMETA Cycling Team.

### Ganadores en el Monte Zoncolan
| Año  | Ganador           | Vertiente |
| ---- | ----------------- | --------- |
| 2003 | Gilberto Simoni   | Sutrio    |
| 2007 | Gilberto Simoni   | Ovaro     |
| 2010 | Ivan Basso        | Ovaro     |
| 2011 | Igor Antón        | Ovaro     |
| 2014 | Michael Rogers    | Ovaro     |
| 2018 | Chris Froome      | Ovaro     |
| 2021 | Lorenzo Fortunato | Sutrio    |

### Ascensiones más rápidas[1]
| Posición | Ciclista                   | Tiempo      | Velocidad media | Año  |
| 1.ª      | Gilberto Simoni            | 39 min 03 s | 15,060 km/h     | 2007 |
| 2.ª      | Leonardo Piepoli           | 39 min 03 s | 15,060 km/h     | 2007 |
| 3.ª      | Andy Schleck               | 39 min 10 s | 15,010 km/h     | 2007 |
| 4.ª      | Danilo Di Luca             | 39 min 34 s | 14,860 km/h     | 2007 |
| 5.ª      | Damiano Cunego             | 39 min 40 s | 14,820 km/h     | 2007 |
| 6.º      | Egan Bernal*               | 40 min 02 s | 19,630 km/h     | 2021 |
| 7.º      | Simon Yates*               | 40 min 13 s | 19,5 km/h       | 2021 |
| 8.º      | Julio Alberto Pérez Cuapio | 40 min 22 s | 14,570 km/h     | 2007 |
| 9.ª      | Ivan Basso                 | 40 min 42 s | 14,450 km/h     | 2010 |
| 10.ª     | Franco Pellizotti          | 40 min 43 s | 14,440 km/h     | 2007 |

*Vertiente de Sutrio (13,1 km al 8,9% de pendiente media).